# Aspergilosis
Se conoce como aspergilosis a todas aquellas enfermedades producidas por los hongos del género Aspergillus. Aunque el más frecuente es Aspergillus fumigatus, existen otros potenciales patógenos, como Aspergillus flavus, Aspergillus niger, Aspergillus nidulans o Aspergillus terreus. 
Los Aspergillus son hongos saprofitos y ubicuos, de distribución universal. Infecciones por Aspergillus son muy infrecuentes excepto en personas sujetas a inmunosupresión. La transmisión ocurre por inhalación de las esporas, aunque se han descrito casos de infección por autoinoculación. Patogénicamente, invaden los vasos sanguíneos, produciendo trombosis y consecuente isquemia, necrosis, edema y hemorragias.

## Clasificación
- Aspergilosis broncopulmonar alérgica. Se da normalmente en pacientes sensibles, con un cuadro de fiebre, crisis asmáticas y atelectasias laminares.
- Aspergilomas. Consisten en granulomas que contienen acúmulos del hongo, y son típicos de pacientes con cavidades previas (por ejemplo, por tuberculosis). A menudo debutan con tos sanguinolenta. Radiológicamente, se detecta una gran masa de consolidación en el campo pulmonar.
- Aspergilosis pulmonar invasiva. Neumonía atípica muy grave, propia de pacientes inmunodeprimidos. Se presenta generalmente con fiebre persistente e infiltrados pulmonares, diseminándose hasta en el 30% de los casos. La TAC es muy sensible para el diagnóstico. La mortalidad es muy elevada, a pesar del tratamiento.
- Aspergilosis pulmonar invasiva crónica recidivante. Consiste en un cuadro de fiebre y tos crónicos, con infecciones de repetición y cavitaciones en los lóbulos superiores pulmonares. Se da en pacientes con enfermedad pulmonar obstructiva crónica.
- Traqueobronquitis invasiva. Puede ser difusa, ulcerativa o pseudomembranosa.
- Sinutisis aguda. Grave y destructiva, generalmente por extensión desde aspergilomas o aspergilosis alérgicas.
- Aspergilosis cutánea primaria. Presentación rara que afecta principalmente a personas inmunocomprometidas, sin evidencia de Aspergilosis clínica, radiológica o de laboratorio que involucre a otro órgano que no sea la piel.
- Otros cuadros: meningitis, otitis externa maligna, endocarditis, miocarditis, osteomielitis.

## Diagnóstico
El diagnóstico de la aspergilosis suele ser difícil y requiere la demostración de Aspergillus en biopsias o cultivos, aunque el riesgo de contaminación por hongos del ambiente es alto.[cita requerida] También existen métodos serológicos: el ELISA para detección del antígeno galactomanano tiene un rendimiento del 80%, y se considera diagnóstico para niveles superiores a 0.5-0.8 nanogramos por mililitro, siendo además, indicación de tratamiento precoz (aún sin clínica). Este test puede ser falsamente positivo en algunos pacientes que hayan recibido poco tiempo antes algunos antibióticos, productos intravenosos que contengan gluconato o hemoderivados, especialmente transfusión de plaquetas. La PCR está aun en desarrollo.
Con rayos X de tórax y tomografía las aspergilosis pulmonares clásicamente se manifiesta como un signo de media luna.

## Cuadro clínico
Los síntomas dependen del tipo de infección.
Los síntomas de la aspergilosis alérgica broncopulmonar pueden abarcar:
- Tos
- Tos con sangre o tapones mucosos de color castaño
- Fiebre
- Indisposición general (malestar)
- Sibilancias
- Pérdida de peso

Otros síntomas dependen de la parte del cuerpo afectada y pueden abarcar:
- Sangre en la orina
- Dolor de huesos
- Dolor torácico
- Escalofríos
- Disminución del gasto urinario
- Dolores de cabeza
- Aumento en la producción de esputo que puede tener sangre
- Insuficiencia respiratoria
- Úlceras (lesiones) cutáneas
- Problemas de visión

## Tratamiento
Entre los fármacos antifúngicos más utilizados se encuentran el voriconazol, el itraconazol, la anfotericina B y la caspofungina.
En los casos de aspergilosis invasiva, se combinan el voriconazol y la anfotericina B, hasta la resolución de la enfermedad. En la aspergilosis broncopulmonar alérgica, el tratamiento de elección combina corticoide con itraconazol.